# Shaochilong
Shaochilong – rodzaj teropoda z rodziny karcharodontozaurów (Carcharodontosauridae) żyjącego w późnej kredzie na obecnych terenach Azji. Został opisany w 1964 przez Hu jako Chilaintasaurus maortuensis i zaklasyfikowany do rodziny megalozaurów (Megalosauridae) – używanej wówczas przez badaczy jako takson obejmujący różne grupy teropodów, takie jak allozauroidy, tyranozauroidy i maniraptory – uważane obecnie za bliżej ze sobą niespokrewnione. Niektórzy autorzy nie zgadzali się z decyzją Hu o zaliczeniu C. maortuensis do rodzaju Chilantaisaurus, gdyż znacząco różnił się on od gatunku typowego, Chilantaisaurus tashuikouensis. W 2009 roku Stephen Brusatte i współpracownicy ponownie zbadali szczątki C. maortuensis i nadali im nową nazwę rodzajową Shaochilong – pochodzącą od chińskich słów shaochi („ząb rekina”) oraz long („smok”). Według ich analiz Shaochilong jest przedstawicielem Carcharodontosauridae – jeśli hipoteza ta jest trafna, byłby to pierwszy niewątpliwy karcharodontozauryd z obecnych terenów Azji.

## Morfologia
Brusatte i współpracownicy dowiedli, że Shaochilong wykazuje wiele cech charakterystycznych dla karcharodontozaurów. Kość kwadratowa jest jednak apneumatyczna, jak u allozaura, sinraptora i innych teropodów spoza grupy Coelurosauria, podczas gdy u karcharodontozaurów jest ona wysoce pneumatyczna. Jedną z cech charakterystycznych Shaochilong jest obecność na kości czołowej grzebienia strzałkowego – cechy nieznanej wcześniej u niecelurozaurowych tetanurów. Kości czołowe są zrośnięte ze sobą oraz z kośćmi ciemieniowymi, co jest charakterystyczne dla przedstawicieli Carcharodontosauridae. Puszka mózgowa należy do najlepiej zachowanych puszek mózgowych bazalnych tetanurów i również wykazuje cechy typowe dla karcharodontozaurów. Ogólnym kształtem przypomina puszki mózgowe akrokantozaura, karcharodontozaura i giganotozaura i podobnie jak one jest bardzo pneumatyczna.
Lektotyp Shaochilong należy prawdopodobnie do osobnika dorosłego lub bliskiego dorosłości. Oszacowanie jego rozmiarów jest trudne, gdyż lektotyp nie zawiera żadnych szczątków kończyn, które są najczęściej wykorzystywane do oceniania długości i masy ciała. Na podstawie długości zębów kości szczękowej szacuje się, że osiągał 5–6 m długości. Według Brusatte i współpracowników kość udowa Shaochilong mierzyła przypuszczalnie około 61,5 cm długości, co sugeruje, że teropod ten ważył około 500 kg.

## Filogeneza
Brusatte i współpracownicy w 2009 roku przeprowadzili dwie analizy filogenetyczna, mające pomóc w określeniu pokrewieństwa Shaochilong. Pierwsza z nich wykorzystywała dane użyte w analizie Smitha (2007), obejmującej różne grupy teropodów – hipoteza o przynależności Shaochilong do Carcharodontosauridae otrzymała w niej silne wsparcie. Druga analiza opierała się na danych wykorzystanych w analizie Sereno i Brusatte (2008), skoncentrowanej na allozauroidach. Zasugerowała ona, że Shaochilong jest bardziej zaawansowany niż północnoamerykański Acrocanthosaurus oraz afrykańska eokarcharia i wraz z tyranotytanem tworzy grupę siostrzaną kladu (Carcharodontosaurus + (Mapusaurus + Giganotosaurus)). Jeśli hipoteza filogenezy laurazjatyckiego Shaochilong jest poprawna, jego najbliższymi krewnymi byłyby wszystkie gondwańskie karcharodontozaury z aptu i cenomanu.

## Paleobiogeografia
Skamieniałości Shaochilong stanowią pierwsze pewne dowody występowania przedstawicieli karcharodontozaurów w Azji. Badania Brusatte i współpracowników z 2009 roku sugerują, że Carcharodontosauridae były bardziej kosmopolityczne niż wcześniej sądzono, a także – wraz z odkryciem santońskiego aerosteona – potwierdzają, że allozauroidy przetrwały dłużej jako duże drapieżniki. Brusatte i współpracownicy sugerują również, że znaczące powiększenie rozmiarów teropodów z rodziny tyranozaurów miało miejsce w ostatnich 15–20 milionach lat okresu kredowego. Analizy filogenetyczne sugerują, że Shaochilong jest najbliżej spokrewniony z karcharodontozaurami z Gondwany, co podaje w wątpliwość teorię, że karcharodontozaury ewoluowały w izolacji biogeograficznej po rozpadzie Pangei.